# 함양 박씨
함양 박씨(咸陽朴氏)는 경상남도 함양군을 본관으로 하는 한국의 성씨이다.

## 역사
신라 경명왕 박승영(新羅 景明王 朴昇英)의 셋째 아들 박언신(朴彦信)이 속함대군(速咸大君)에 봉해졌으므로 문호(門戶)가 열리게 되었고, 속함(速咸)이 함양(咸陽)으로 개칭됨에 따라 관향(貫鄕)을 함양으로 삼게 되었다.
하지만 선계를 고증할 수 없어 고려시대 예부 상서를 역임한 박선(朴善)을 중시조로 한다. 박선의 현손(玄孫) 신유가 고려 고종 때 김경손과 더불어 나주에서 초적(草賊) 이연년의 난을 평정하는 데 공을 세워 응천군(凝川君)에 봉해졌고, 슬하에 아들 6형제를 두어 검교군기소감(檢交軍器少監) 지문(之文)을 파조(派祖)로 하는 소감공파(少監公派)와 문원공파(文元公派: 지빈), 함양군파(咸陽君派: 지량), 밀직부사공파(密直副使公派:지수), 어사공파(御史公派:지온), 중랑장공파(中郞將公派: 지영) 등으로 갈라져서 세계(世系)를 이어왔다.
함양 박씨는 조선시대 문과 급제자 68명을 배출하였다.

## 본관
함양(咸陽)은 경상남도 서부에 위치한 지명으로 본래 신라(新羅)의 속함군(速含郡)인데 경덕왕(景德王)이 천령군(天嶺郡)으로 고치고 고려 현종(顯宗)때 함양군(咸陽郡)이 되어 합주(陜州)에 속하였다가 함(含)을 함(咸)으로 고쳐서 함양(咸陽)이 되었다. 1172년(명종 2) 함양현(咸陽縣)으로 강등되었으며 조선 태조 때 군(郡)이 되었고, 1914년 안의군(安義郡)의 7개면을 병합하고 1957년에는 석복면(席卜面)을 함양면에 이속시켜 함양읍으로 승격시켰다.

## 분파
- 소감공파(少監公派) 검교군기소감(檢交軍器少監) 지문(之文)을 파조(派祖)
- 문원공파(文元公派) - 박지빈
- 함양군파(咸陽君派) - 박지량
- 밀직부사공파(密直副使公派) - 박지수
- 어사공파(御史公派) - 박지온
- 중랑장공파(中郞將公派) - 박지영
- 오한공파(五恨公派) - 박성건
- 영상공파(領相公派) - 박경
- 지평공파(持平公派) - 박번
- 지밀직공파(知密直公派) - 박문재
- 부윤공파(府尹公派) - 박원택
- 판서공파(判書公派) - 박규

## 인물
- 의성군현을 지킨 박지량과 그의 후손 박성양은 함양군파다.
- 박대립 : 조선중기의 학자로 퇴계 이황의 제자이다. 호는 무위당. 이조판서와 좌찬성을 지냈다.
- 박승원 : 임진왜란과 병자호란때 의병장으로 활동하였다.
- 박열 : 독립운동가 (문원공파)
- 박수병 : 독립운동가
- 박일환 : 대법관
- 박준식 : 공무원 (석사학위, 국가기술 최고 자격시험 합격, 대통령상 표창, 국무총리상 표창, 등)
- 박일규 : 전 식품의약품안전처 고위공무원, 한국식품기술사협회 부회장
- 박봉주 : 순천교육장
- 박재영 : 해양수산부 차관보
- 박헌행 : 부장판사
- 박태용 : 기업가
- 박영규 : 부동산신문부대표 안산시민회 사무총장

## 집성촌
- 강원특별자치도 강릉시
- 강원특별자치도 양구군 서화리
- 경기도 고양군 벽제면
- 경기도 시흥시 목감동
- 경기도 안성시
- 경기도 의왕시 고정동
- 경기도 평택시 현덕면
- 경기도 평택시 포승면 방림리
- 경상남도 거창군
- 경상남도 김해군
- 경상남도 남해군 이동면 난음리
- 경상남도 밀양군
- 경상남도 산청군 신안면 문대리
- 경상남도 양산군 양산면
- 경상남도 울주군 북면 현포동
- 경상남도 의령군
- 경상남도 의창군
- 경상남도 진양군
- 경상남도 진주시 진성면 동산리
- 경상남도 함양군 함양읍
- 경상남도 합천군 야로면 야로리
- 경상북도 경산시 자인면 울옥리, 옥천리
- 경상북도 경산군 진량면
- 경상북도 경주시
- 경상북도 고령군 성산념 용소동
- 경상북도 구미시
- 경상북도 군위군
- 경상북도 금릉군
- 경상북도 달성군
- 경상북도 대구직할시 일대
- 경상북도 문경군
- 경상북도 봉화군
- 경상북도 상주시
- 경상북도 영덕군 창수면
- 경상북도 의성군
- 경상북도 예천군
- 경상북도 칠곡군 기산면 평복리
- 전라남도 강진군 성전면 명산리 오산
- 전라남도 광주 광산구 소촌동 어룡동 남계마을
- 전라남도 담양군 고서면 원강2리, 창평면 유곡리 절산마을
- 전라남도 진도군
- 전라남도 순창군
- 전라남도 영암군 군서면 도갑리
- 전라남도 보성군 문덕면 운곡리, 벌교읍 고읍리, 월곡리
- 전라남도 진도군 조도면
- 전라남도 해남군
- 전라남도 화순군
- 전북특별자치도 고창군
- 전북특별자치도 김제시 입석동
- 전북특별자치도 남원시 아영면 갈계리
- 전북특별자치도 무안군
- 전북특별자치도 부안군 보안면 감불리
- 전북특별자치도 임실군
- 전북특별자치도 정읍시 고부면
- 전북특별자치도 진안군 성수면 신리
- 충청남도 공주군 탄천면 분강리
- 충청남도 논산군 노성면 하도리, 연산면 사포
- 충청남도 당진군 송악면
- 충청남도 대전광역시 일대
- 충청남도 보령시 웅천읍 대창리
- 충청남도 부여군 은산면 가곡리
- 충청남도 서산시 동문동
- 충청남도 아산군 염치읍 둔포면
- 충청남도 연기군 전의면 운당리
- 충청남도 예산군
- 충청남도 천안시 성거읍 모전리
- 충청남도 청양군
- 충청남도 홍성군 홍북면 용산리
- 충청북도 괴산군 감물면 광전리
- 충청북도 옥천군
- 충청북도 음성군
- 충청북도 제천군 봉양면 사능리
- 충청북도 중원군 금가면 오석리
- 충청북도 청원군 미원면 옥화리
- 충청북도 진천군 덕산면
- 평안남도 개천군
- 평안남도 대동군 고평면
- 평안남도 성천군
- 평안남도 순천군
- 평안남도 양덕군
- 평안남도 중원군
- 평안남도 태천군 강서면 마장리
- 평안남도 평원군
- 평안북도 강계군 만포읍
- 평안북도 귀성군 사기면
- 평안북도 박천군
- 평안북도 삭주군 삭주면 대대동
- 평안북도 선천군 군산면 용동
- 평안북도 영변군 고성면 구항리
- 평안북도 용강군 오신면 송성리
- 평안북도 위원군
- 평안북도 의주군
- 평안북도 자성군 중강면 만흥동
- 평안북도 정주군
- 평안북도 후창군
- 함경남도 고원군
- 함경남도 영흥군
- 함경남도 정평군
- 함경남도 함주군
- 함경남도 흥남시
- 황해도 금천군 토산면 연암리
- 황해도 벽성군
- 황해도 송화군
- 황해도 신천군 가연면
- 황해도 연백군 호남면 개현리
- 황해도 은율군
- 황해도 재령군 서호면 재천리
- 황해도 평산군
- 황해도 해주시
- 황해도 황주군

## 항렬표

### 오한공파
| 22세              | 23세          | 24세              | 25세          | 26세              | 27세          | 28세     | 29세   | 30세     | 31세     |
| ----------------- | ------------- | ----------------- | ------------- | ----------------- | ------------- | -------- | ------ | -------- | -------- |
| 口진(鎭) 口현(鉉) | 한(漢) 태(泰) | 口상(相) 口주(柱) | 찬(燦) 형(炯) | 口배(培) 口재(在) | 석(錫) 철(鐵) | 口철(澈) | 채(采) | 口혁(爀) | 口균(均) |

### 함양군파(박지량의 후손)
| 25세     | 26세          | 27세               | 28세                 | 29세                       | 30세          | 31세      |
| -------- | ------------- | ------------------ | -------------------- | -------------------------- | ------------- | --------- |
| 口순(淳) | 상(相) 정(楨) | 口환(煥) 口섭 口병 | 재(在) 중(重) 규(圭) | 口호(鎬) 口석(錫) 口현(鉉) | 태(泰) 연(淵) | 口식 口동 |

### 문원공파(박지빈의 후손)
| 27세          | 28세              | 29세          | 30세              | 31세          | 32세              | 33세          |
| ------------- | ----------------- | ------------- | ----------------- | ------------- | ----------------- | ------------- |
| 주(周) 균(均) | 口진(鎭) 口의(義) | 수(洙) 원(源) | 口식(植) 口영(榮) | 노(魯) 희(熙) | 口상(祥) 口재(載) | 호(鎬) 종(鍾) |

### 밀직공파(박지수의 후손)
| 29세     | 30세   | 31세     | 32세   | 33세     | 34세   | 35세     | 36세            | 37세     |
| -------- | ------ | -------- | ------ | -------- | ------ | -------- | --------------- | -------- |
| 口희(熙) | 용(用) | 口호(鎬) | 영(永) | 口래(來) | 환(煥) | 口규(珪) | 옥(鈺) 口옥(鈺) | 口윤(潤) |

### 소감공파(박지문의 후손)
| 31세          | 32세              | 33세          | 34세              | 35세          | 36세              | 37세          | 38세              | 39세          |
| ------------- | ----------------- | ------------- | ----------------- | ------------- | ----------------- | ------------- | ----------------- | ------------- |
| 해(海) 영(均) | 口주(柱) 口근(根) | 찬(燦) 형(炯) | 口배(培) 口재(在) | 석(錫) 철(鐵) | 口호(浩) 口수(洙) | 동(東) 송(松) | 口환(煥) 口렬(烈) | 기(基) 요(堯) |

## 인구
- 2000년 123,688명
- 2015년 163,610명

## 조선 왕실과의 인척관계
- 인천옹주(정종의 서녀)사위 박중검

## 같이 보기
- 밀양 박씨
- 반남 박씨
- 고령 박씨
- 순천 박씨
- 죽산 박씨
- 충주 박씨
- 무안 박씨
- 영해 박씨
- 진원 박씨